# Drake Hotel (Philadelphie)
Pour l’article homonyme, voir Drake Hotel (Illinois).
Le Drake Hotel est un hôtel de luxe de style Art déco situé au 1512-1514 Spruce Street, à l’angle de S. Hicks Street, entre les 15e et 16e rues dans le quartier de Rittenhouse Square à Philadelphie dans l'État de Pennsylvanie, aux États-Unis.

## Histoire
Le gratte-ciel a été conçu et érigé 1929 par le cabinet d’architectes Ritter and Shay puis dans les années 60 à 70, subit d'importants travaux qui lui redonnent son aspect de grandeur.
À partir du 26 août 1966, l'Hôtel est au centre d'une bataille juridique entre son personnel et la famille Rothschild qui se conclut le 29 juin 1967.

## Description
Haut de 114 mètres et surmonté d’un dôme central, le bâtiment compte 33 étages en briques faites à partir de terre cuite avec des allures de baroque espagnole affichant une ornementation sur des thèmes entourant Sir Francis Drake, notamment des dauphins, des coquillages, des voiliers et des globes.

## Patrimoine
L’Hôtel Drake a été inscrit au registre national des lieux historiques le 18 septembre 1978 et a été ajouté au registre des lieux historiques de Philadelphie le 6 octobre 1977.